# Mouvement des pommes de terre
Le « mouvement de la pomme de terre » (en grec moderne : κίνημα της πατάτας, kínima tis patátas) est une initiative populaire née en 2012 en Grèce où des consommateurs et des agriculteurs producteurs de pommes de terre et autres produits agricoles se sont organisés pour commercer en vente directe. Pour ce faire, les grossistes et intermédiaires ont été éliminés, évitant ainsi la spéculation et assurant la maîtrise de l'inflation.

## Origine
L'initiative est née de la crise économique qui a frappé la Grèce dans le sillage de la crise de la dette publique grecque. 
Le prix de détail des pommes de terre a augmenté, en particulier à cause des marges prises par les intermédiaires, atteignant un niveau de 0,80 €/kg. En raison de la récession, de nombreux consommateurs n'étaient plus en mesure de payer ce prix, de sorte que les ventes ont considérablement diminué. 
Les producteurs de pommes de terre, qui ne recevaient que 11 à 12 centimes d'euro par kilo, ont alors décidé de distribuer gratuitement des pommes de terre à la population de Thessalonique. 
De là est venue l'idée de mettre en pratique un mode de vente directe qui permet d'offrir un prix abordable aux consommateurs tout en permettant aux agriculteurs de couvrir leurs coûts de production et leur rémunération.
La première commande groupée a été le fait d'un groupe d'action bénévole de Piérie (Macédoine centrale) qui est entré en contact avec les producteurs de pommes de terre de Kato Nevrokopi (région connue pour ses pommes de terre d'appellation IGP Patata Kato Nevrokopiou) pour organiser une commande groupée pour 1082 membres. 

## Points de vente
La vente directe des pommes de terre se fait à partir de camions à des moments et en des lieux précédemment annoncés. Le prix en conditionnements de 10 à 15 kilos s'élève à 0,25 à 0,30 euro le kilo, alors que le prix de détail est d'environ deux fois plus élevé. 
Divers groupes de consommateurs entrent en contact avec des groupes de producteurs et des coopératives via Internet et par communications téléphoniques pour passer des commandes groupées.

## Extension
Les ventes directes ont été réalisées d'abord dans les villes de province telles que Kateríni, où en quatre jours 24 tonnes de pommes de terre ont été vendues, et ont rapidement atteint les grandes villes, comme Athènes. Les agriculteurs de la région de Kato Nevrokopi ont  écoulé de cette façon de 15000 à 17000 tonnes de pommes de terre en quelques semaines (mars 2012).
Le mouvement inclut des groupes de consommateurs, des associations et des municipalités dans les différentes régions de la Grèce, comme à Volos et Pallíni (Attique).
Il est rapidement devenu populaire, la demande se propageant à d'autres produits agricoles, avec davantage de groupements de producteurs pratiquant le vente directe aux consommateurs. 
Ainsi, sont déjà commercialisés directement l'huile d'olive,
la farine, 
le riz, les haricots, 
les fruits et légumes. 
Pour la période de Pâques, fête au cours de laquelle les familles consomment traditionnellement un agneau pascal rôti à la broche, la vente directe d'agneaux a été organisée.
Par exemple à Évros, ils sont vendus 7 à 8 euros le kilo, contre  12 à 13 euros dans les boucheries.

## Aspect politique
Le mouvement des pommes de terre a surpris le gouvernement et notamment les responsables du Ministère du Développement, mais aussi les partis politiques. 
Les partis de gauche, la Coalition de la gauche radicale (SYRIZA) et la Gauche démocrate (Dimokratiki Aristera), ont salué les efforts déployés par les citoyens, mais pas le parti communiste (KKE), qui a regretté la démarche et a appelé les citoyens à ne pas y participer, qualifiant le mouvement des pommes de terre de « campagne de propagande immorale pour duper le peuple ».
De son côté, le ministère du Développement a promis de soutenir le mouvement par le biais d'un site Internet officiel sur lequel il est possible de consulter les offres et promotions en cours.